# Bonrepos
Bonrepos (okzitanisch Bon-Repaus) ist eine französische Gemeinde mit 193 Einwohnern (Stand: 1. Januar 2022) im Département Hautes-Pyrénées in der Region Okzitanien. Sie gehört zum Kanton La Vallée de l’Arros et des Baïses im Arrondissement Bagnères-de-Bigorre. Die Bewohner nennen sich Bonreposiens.

## Geografie
Bonrepos liegt an der Baïsole auf dem Plateau von Lannemezan, etwa 25 Kilometer ostsüdöstlich von Tarbes. Nachbargemeinden sind Galan im Norden und Nordosten, Galez im Osten, Campistrous im Süden, Castelbajac im Westen sowie Montastruc im Nordwesten.

## Bevölkerungsentwicklung
| Jahr                       | 1962 | 1968 | 1975 | 1982 | 1990 | 1999 | 2006 | 2013 | 2020 |
| Einwohner                  | 294  | 256  | 263  | 216  | 194  | 188  | 176  | 188  | 191  |
| Quellen: Cassini und INSEE |      |      |      |      |      |      |      |      |      |

## Sehenswürdigkeiten
- Kirche Notre-Dame-de-l'Assomption
- Herrenhaus aus dem 17. Jahrhundert

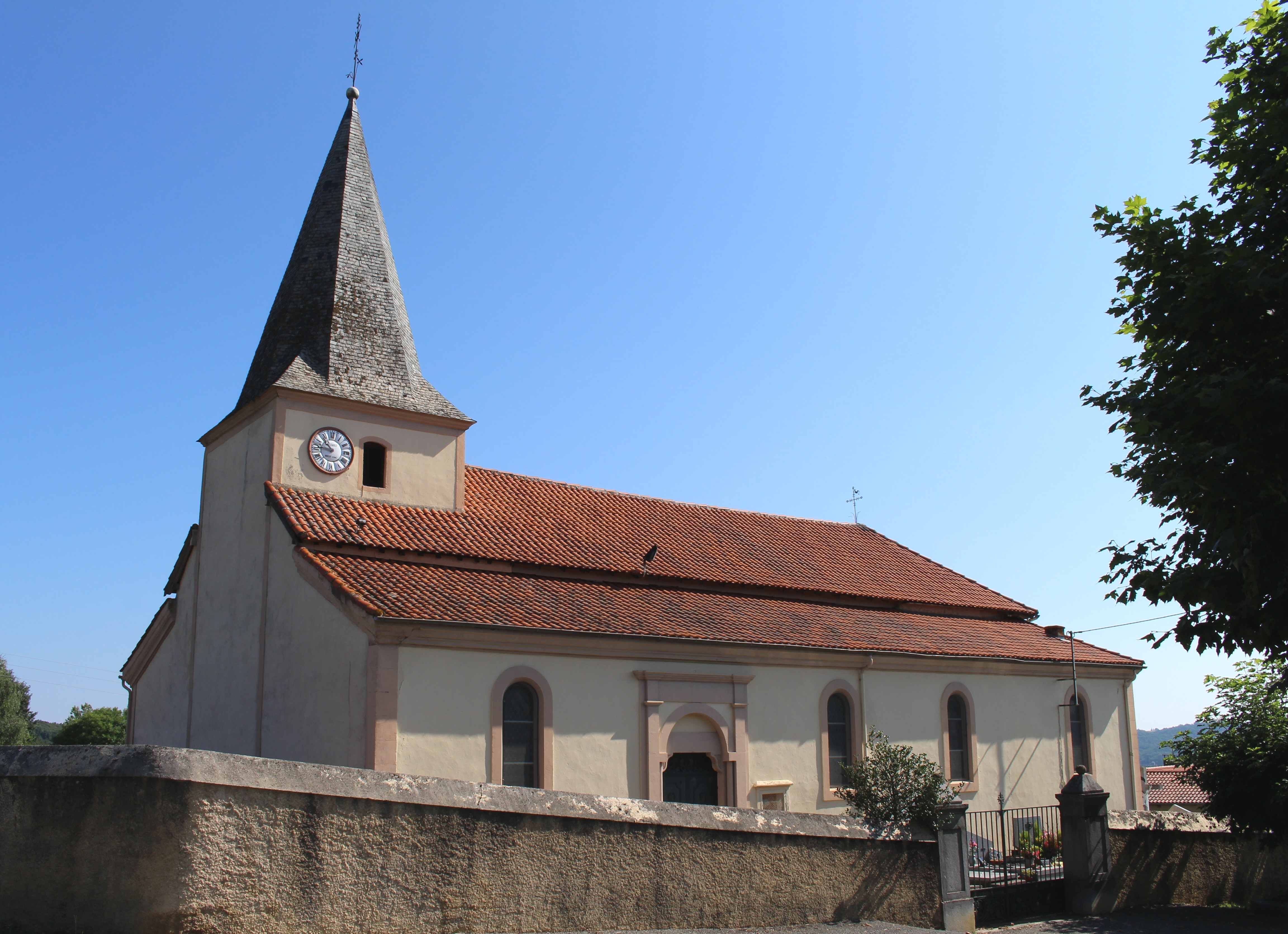
Kirche Notre-Dame-de-l'Assomption
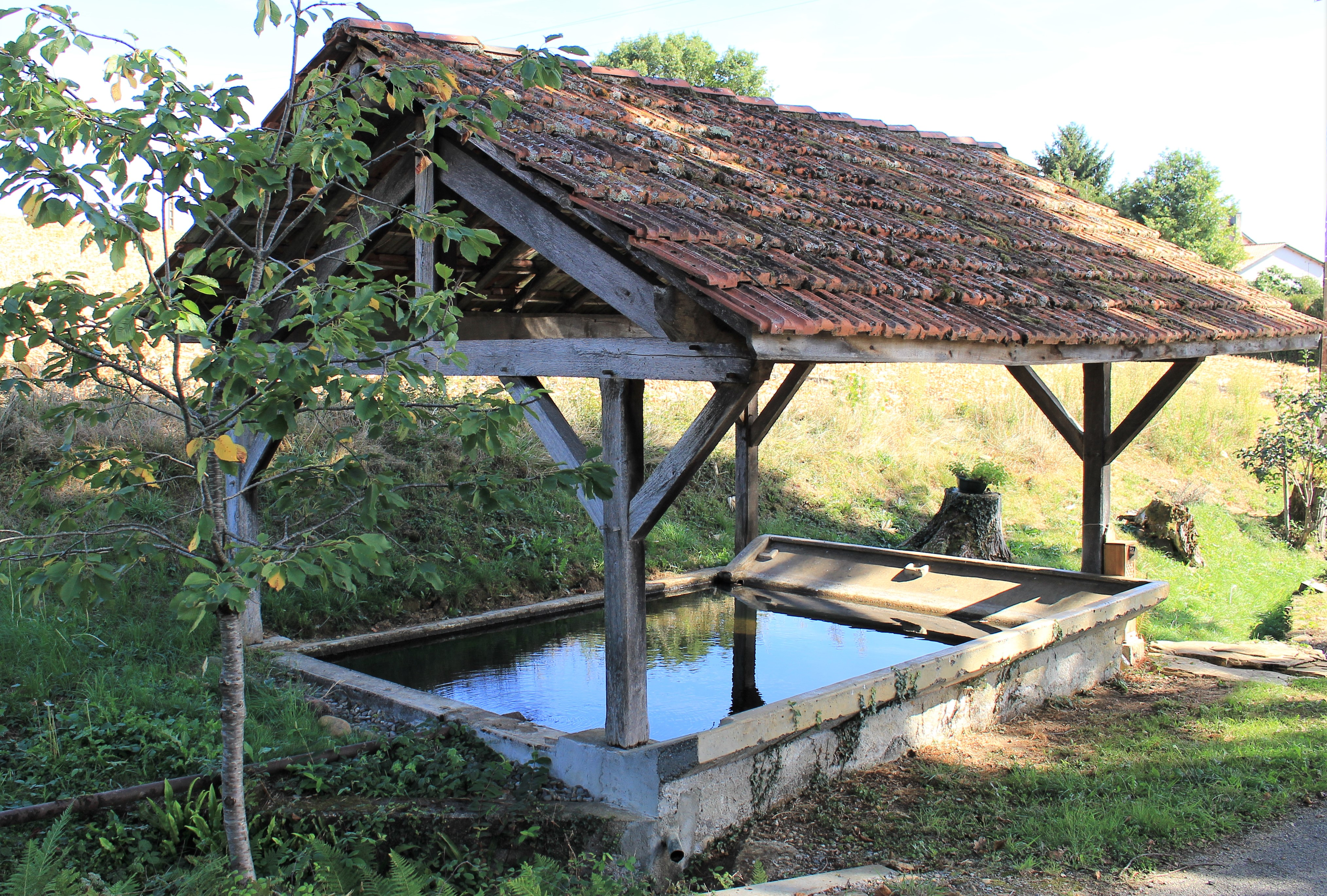
Ehemaliges öffentliches Waschhaus
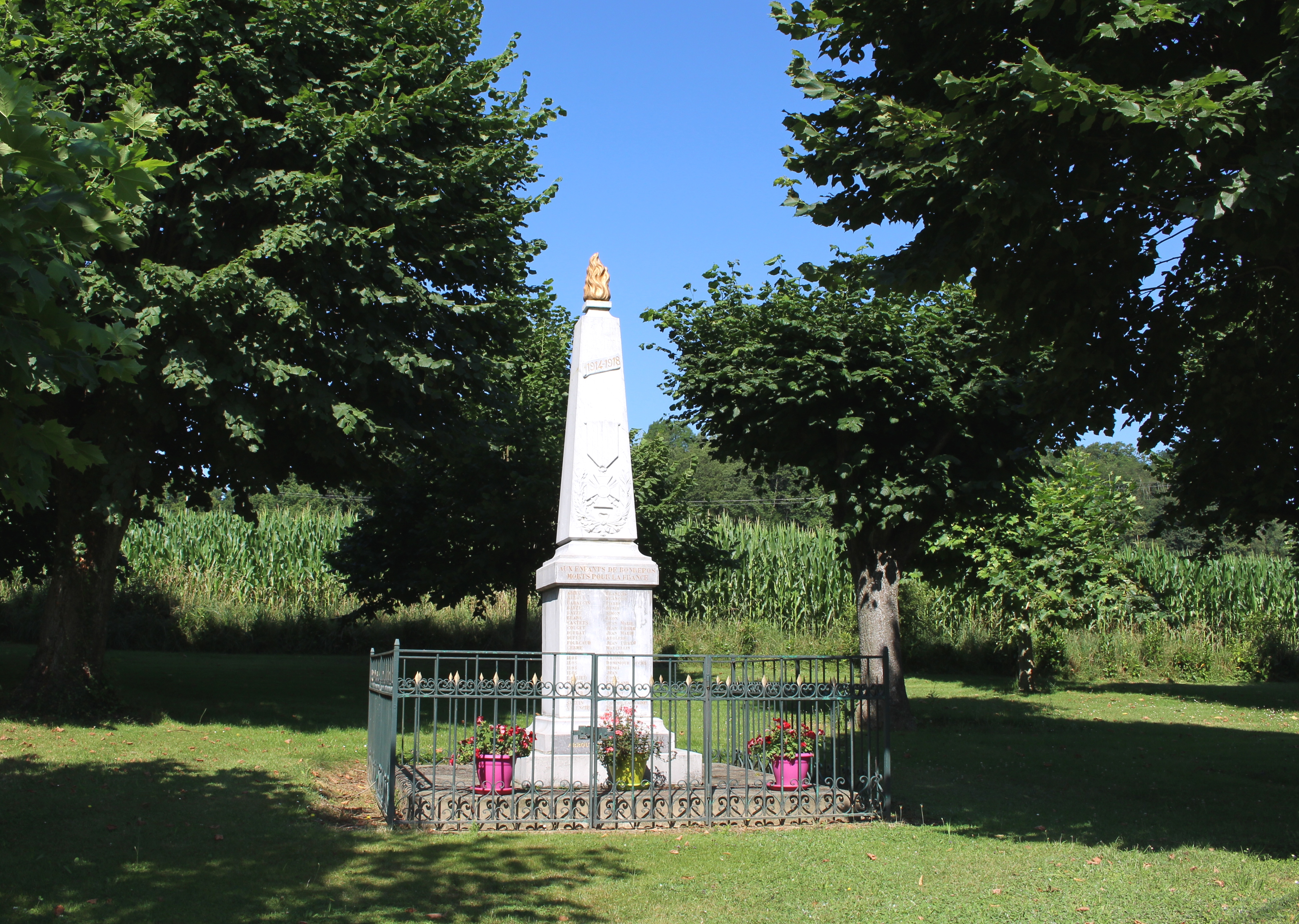
Gefallenendenkmal